# Czyżew-Stacja
Czyżew-Stacja – niestandaryzowana część miasta Czyżewa w Polsce położona w województwie podlaskim, w powiecie wysokomazowieckim, w gminie Czyżew. Do końca 2010 samodzielna miejscowość.
Stanowi wschodnią część miasta, położoną po południowej stronie kolei Warszawsko-Petersburskiej. Znajduje się tu stacja kolejowa Czyżew z 1862 roku, której miejscowość zawdzięczy swój byt i nazwę.

## Historia
Od 1870 miejscowość należała do gminy Dmochy-Glinki, za II RP w powiecie wysokomazowieckim, w województwie białostockim. 16 października 1933 utworzono gromadę Czyżew stacja w gminie Dmochy-Glinki, obejmującą miejscowości Czyżew stacja i Czyżew-Chrapki. Po wojnie (1 stycznia 1949) nazwę gminy Dmochy-Glinki zmieniono na Czyżew.
W latach 1954–1959 wieś należała i była siedzibą władz gromady Czyżew-Stacja, po jej zniesieniu 31 grudnia 1959 w gromadzie Czyżew-Osada. W latach 1975–1998 miejscowość administracyjnie należała do województwa łomżyńskiego.
1 stycznia 2011 dotychczasowa Czyżew-Osada nabyła prawa miejskie i zmieniono jej nazwę na Czyżew. Czyżew-Stacja jako odrębna miejscowość została zniesiona, a cały obręb ewidencyjny Czyżew-Stacja (50,01 ha) włączono w granice nowego miasta.

## Transport
- w miejscowości znajduje się stacja kolejowa, z której odjeżdżają pociągi w kierunkach Warszawy i Białegostoku.
- przez dawną wieś przebiega droga wojewódzka nr 690 (Czyżew – Ciechanowiec – Siemiatycze).

## Obiekty zabytkowe
- cmentarz wojenny z I wojny światowej, nr rej.: 261 z 3.03.1987
- dworzec kolejowy, poł. XIX w., nr rej.: 380 z 28.12.1988[8].

## Wiara
Wierni kościoła rzymskokatolickiego należą do parafii św. Apostołów Piotra i Pawła w Czyżewie.